# Flint Juventino Beppe

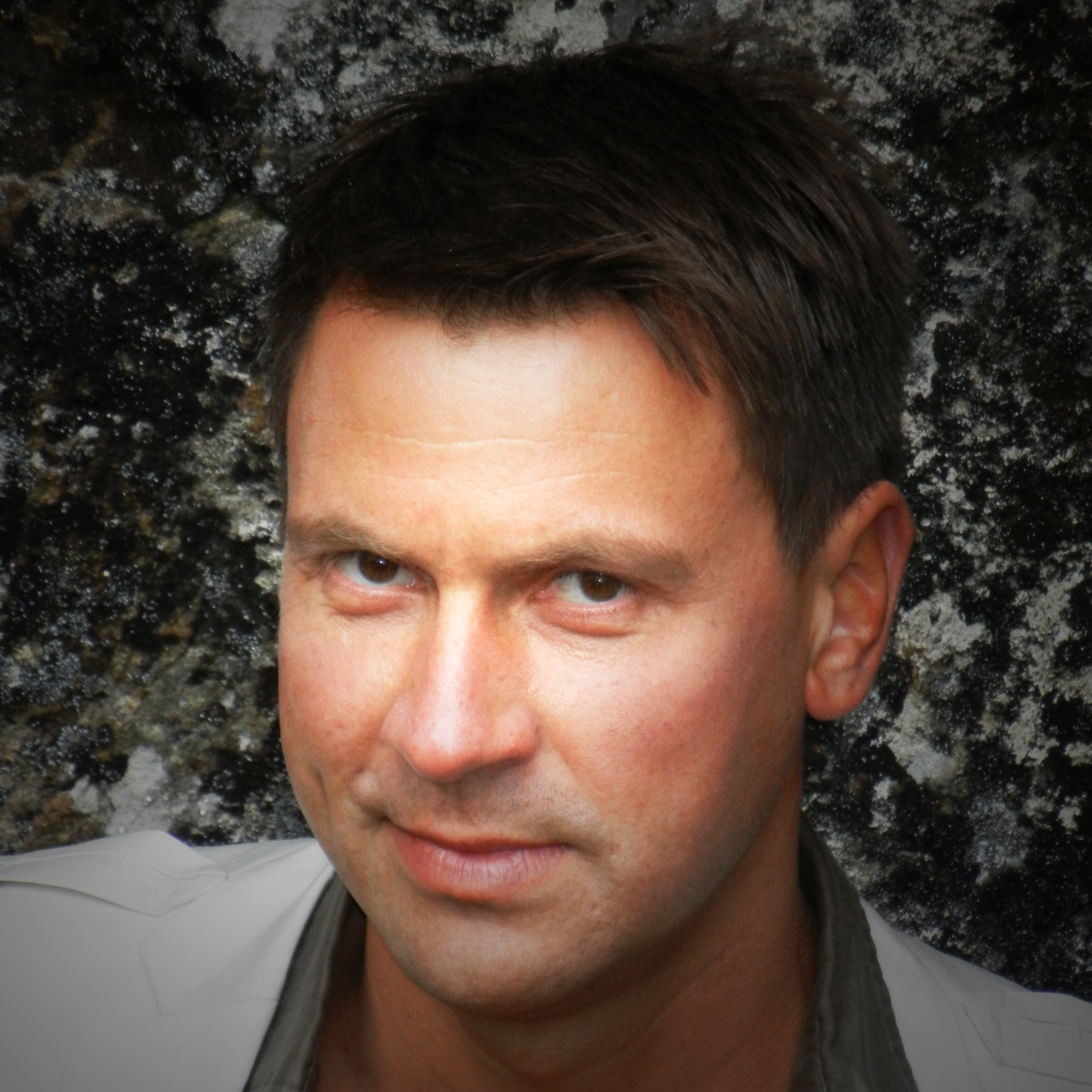
Komponist Flint Juventino Beppe

Flint Juventino Beppe (* 27. Mai 1973 in Harstad) ist ein deutscher Komponist, Filmemacher, Künstler und Produzent.

## Leben und Werk
Beppes Werkverzeichnis umfasst ungefähr 200 Titel, mehr als 80 Werke, einschließlich Auftragswerken und Werken für Klavier, Flöte, Klarinette, Violine, Viola, Violoncello, Kontrabass, Streichorchester und Orchesterwerken wie Flötenkonzerte, Klavierkonzerte, sinfonische Dichtungen und eine Sinfonie. Beppe hat außerdem Ballettmusik, elektroakustische Werke, Filmmusiken und Lieder geschrieben. Er ist außerdem Drehbuchautor, Regisseur und Produzent einer fortlaufenden Kunstfilmproduktion, genannt Symbiophonies. Die Arbeiten von Flint Juventino Beppe werden von der The FJB Fingerprint veröffentlicht. 
Zusammenarbeiten mit dem Philharmonia Orchestra, dem National Symphony Orchestra, der 14 Berliner Flötisten, mit Emily Beynon, Mark van de Wiel, Sir James Galway, Ralph Rousseau, Leonard Slatkin und Vladimir Ashkenazy. Beppe ist Mitglied des Deutschen Komponistenverbandes.
Beppe war früher als Fred Jonny Berg bekannt. Nachdem er bereits seit mehreren Jahren in Berlin gelebt und gearbeitet hatte, wurde Beppe im Oktober 2020 durch Einbürgerung deutscher Staatsbürger. Beppe ist über seinen Großvater deutscher Abstammung.
Bei Beppe wurden sowohl das Tourette-Syndrom als auch das Asperger-Syndrom diagnostiziert. Er ist Mitbegründer des gemeinnützigen Vereins Philobretto in Rognan, der unter anderem durch Kunstproduktionen zur Offenheit für psychische Gesundheit beitragen soll.

## Alben
Flint Juventino Beppe hat als Komponist auf mehr als 15 Alben mitgewirkt. Zwei davon, Flute Mystery und Remote Galaxy, sind auf dem Label 2L erschienen und wurden 2010 und 2015 für einen Grammy Award for Best Surround Sound Album nominiert. Er hat auch mehrere Alben veröffentlicht, auf denen er selbst als darstellender Künstler selbst komponierte Lieder und Gedichte aufführt, darunter Mine Dager und Takkatakakk.